# Obeliscoides cuniculi
Obeliscoides cuniculi ist eine Art der Fadenwürmer, die im Magen von Hasenartigen parasitiert. Ursprünglich kam die Art nur in der Nearktis vor, mit dem Florida-Waldkaninchen wurde Obeliscoides cuniculi aber auch nach Europa verschleppt und tritt hier beim Feldhasen auf.

## Merkmale
Obeliscoides cuniculi ist rot gefärbt. Männchen sind 9,6 bis 11,7 mm lang und 0,2 und 0,5 mm dick, Weibchen 13,6 bis 20,6 mm lang und 0,3 bis 0,5 mm dick. Die Bursa copulatrix der Männchen hat zwei große Seitenlappen und einen kleinen Dorsallappen. Die Ventralrippen zweigen von den Ventrolateralrippen ab, die Spitzen nähern sich an den Enden wieder an. Die großen externolateralen Rippen sind von den anderen Seitenrippen getrennt. Die kleine externodorsale Rippe ist leicht gebogen und teilt sich am Ende in zwei Äste mit je einem Zweispitz. Die 
Spicula sind im Mittel 570 μm lang und an ihrem Ende zweigeteilt mit jeweils einem hakenförmigen Ende. Der Uterus der Weibchen ist mit Eiern gefüllt. Die Vulva liegt im hinteren Körperviertel.

## Lebenszyklus
Man unterscheidet zwei Unterarten: Obeliscoides cuniculi cuniculi kommt im ursprünglichen Verbreitungsgebiet beim Florida-Waldkaninchen und gelegentlich auch beim Waldmurmeltier vor, Obeliscoides cuniculi multistriatus beim Schneeschuhhasen.

### Obeliscoides cuniculi cuniculi
Die Eier sind 75–91 × 42–53 µm groß und enthalten bei Abgabe eine Morula aus 32 Zellen. Nach etwa 30 Stunden schlüpft das erste Larvenstadium, welches 320–330 µm lang ist und spitze Enden aufweist. Nach 65 Stunden häutet sie sich zur 471–750 µm langen Larve 2. Erstes und zweites Larvenstadium zeigen eine kontinuierliche Nahrungsaufnahme, gegen Ende der Entwicklung schließt sich die Mundhöhle der Larve 2. Etwa nach 6 Tagen entsteht die 653–720 µm lange Larve 3. Sie ist das ansteckungsfähige Stadium, ihr Schwanz ist etwas kürzer als der der Larve 2. Die Larve ist gegenüber Trockenheit und Frost empfindlich. Die Ansteckung erfolgt durch orale Aufnahme als Schmierinfektion. Nach etwa einer Stunde dringt sie in die Magenschleimhaut des Wirtes ein und häutet sich nach 5 Tagen. Die Präpatenz beträgt 19 bis 25 Tage. Im Wirt überleben die Parasiten bis zu 8 Monate. Die Adulten heften sich an den Magenschleim an oder dringen in die Magenkrypten ein.

### Obeliscoides cuniculi multistriatus
Die Eier sind 91–111 × 41–51 µm groß. Die Larve 1 entwickelt sich innerhalb von 11 Stunden und schlüpft nach 30 bis 36 Stunden. Sie ist 369–399 µm lang und häutet sich nach 84 Stunden zur 415–473 µm langen Larve 2. Nach 6 bis 9 Tagen häutet sie sich zur 503–582 µm langen Larve 3. Im Magen verlassen sie innerhalb von 24 Stunden ihre Scheide und häuten sich nach drei Tagen und erneut nach 8 bis 11 Tagen. Die Präpatenz beträgt 16 bis 22 Tage.